# 화이트 트래시

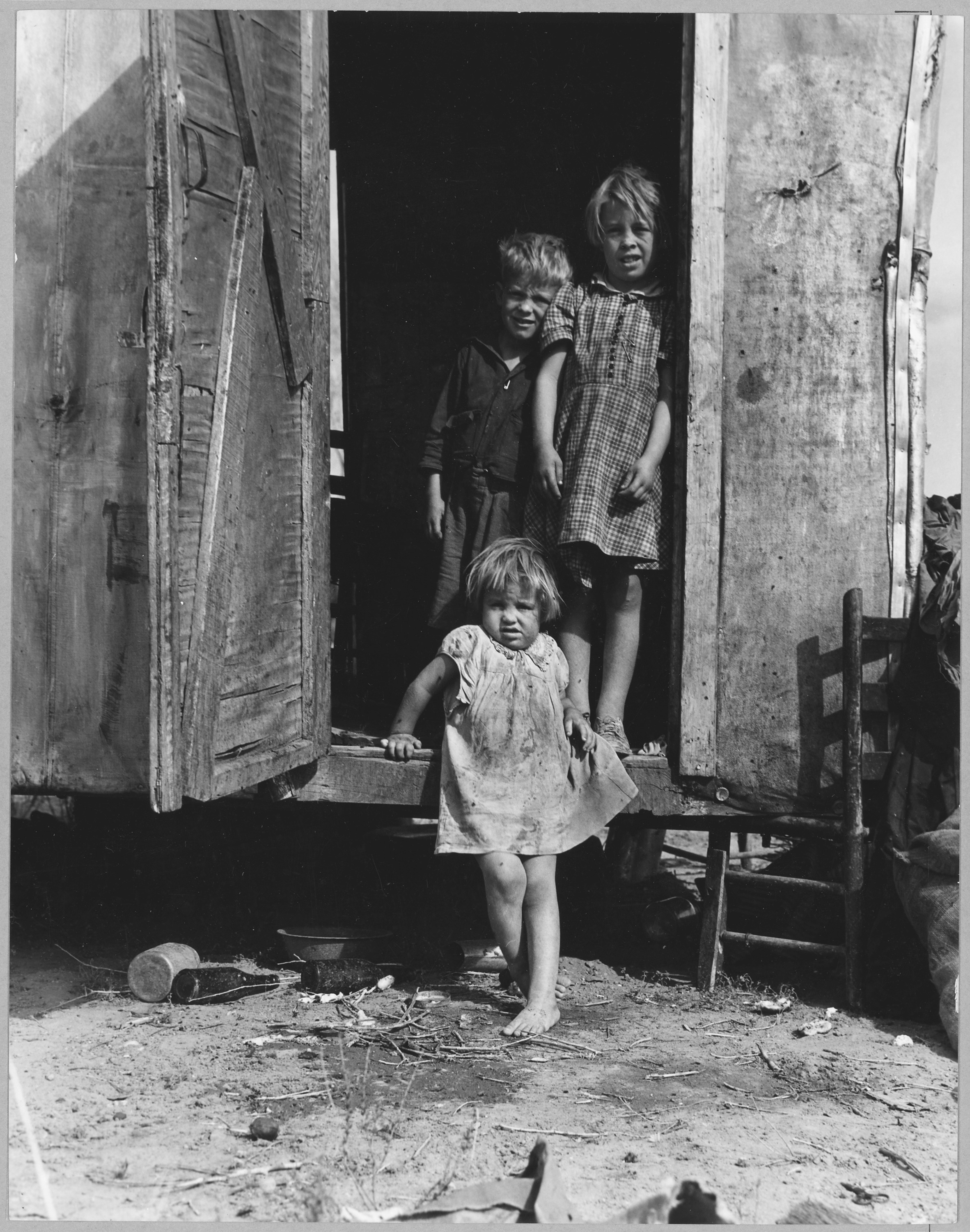

화이트 트래시(White trash)란 미국 내 백인 범죄자, 백인 우범계층을 가리키는 말이다. 간혹 흑인 인종주의자들이 백인을 비하할 의도로 쓰이는 일도 있다. 보통 미국 내에서 주로 통용되는 단어로, 미국과 아메리카 대륙 내에 주로 육체노동에 종사하는 교육수준이 낮은 저소득 백인 계층과 범죄자 집단 및 백인 인종차별주의자 들이 해당된다.

## 같이 보기
- 인종차별주의
- 로스앤젤레스 사태
- 하렘 가
- KKK단